# 丹尼斯·皮戈特
丹尼斯·皮戈特（英語：Denis Piggott，1946年10月15日—），澳大利亚男子马术运动员。他曾代表澳大利亚参加1976年夏季奥林匹克运动会马术比赛，获得团体三项赛铜牌和个人三项赛第20名。